# Universidad Virtual del Estado de Guanajuato
La Universidad Virtual del Estado de Guanajuato (UVEG) es una Universidad pública mexicana creada por el Gobierno del Estado de Guanajuato bajo el Decreto Gubernativo número 40 con el objetivo de generar programas académicos mediante un modelo educativo innovador y flexible y cuya modalidad de estudio es completamente en línea. Sus oficinas centrales se ubican en Purísima del Rincón, Guanajuato. Dentro de su oferta educativa ofrece tres tipos de bachillerato, licenciaturas e ingenierías, maestrías, doctorados, cursos, seminarios y diplomados. Cuenta con Centro de Idiomas y Centro de Información (CID). Para atender al público sin acceso a Internet cuenta con Centros de Acceso Educativo (CAE) que son espacios físicos acondicionados para cursar sus programas educativos.
La Universidad atiende a más de 73.200 usuarios en sus diversos programas académicos en línea, además cuenta con 4.210 alumnos egresados de los programas de educación media y media superior a noviembre de 2018 provenientes de 21 estados y de otros países como Estados Unidos o España. El nivel de crecimiento de la universidad es constante, ya que en 2013 la matrícula para programas oficiales era de 6.527 alumnos comparando con los actuales 73.279.

## Oferta educativa

#### Bachillerato
- Preparatoria en línea: 100% virtual, consta de un plan de estudios de 28 materias.[4] El costo de cada materia es gratuito siempre y cuando se cursen por primera vez (es decir, que no hayan sido reprobados y recursados, lo cual les quita el carácter gratuito).
- Bachillerato Técnico Policial: es un bachillerato general cuyo modelo educativo está basado en competencias y con la flexibilidad necesaria para poder trabajar y estudiar.[5]
- Telebachillerato Comunitario.

#### Licenciaturas
- Administración de la Mercadotecnia
- Administración del Capital Humano
- Administración de las Finanzas
- Gestión y Desarrollo Empresarial
- Derecho
- Pedagogía
- Ciencias del Comportamiento Humano
- Contaduría Pública

#### Ingenierías
- Ingeniería en Gestión de Proyectos
- Ingeniería en Gestión de Tecnologías de Información
- Ingeniería Industrial
- Ingeniería en Sistemas Computacionales
- Ingeniería en Desarrollo de Software

#### Posgrados
- Maestría en Derecho Digital y Juicios en Línea
- Maestría en Inteligencia Artificial
- Maestría en Educación en Línea
- Maestría en Innovación Docente
- Maestría en Administración y Políticas Públicas
- Maestría en Dirección de Proyectos
- Maestría en Gestión de la Salud
- Maestría en Administración Estratégica

#### Doctorado
Doctorado en Innovación

#### Diplomados
- Administración del Desarrollo Sustentable
- Desarrollo de Negocios en internet
- Gestión y Evaluación de Proyectos
- Habilidades Digitales para la Labor Docente
- Historia Moderna y Contemporánea de México
- Habilidades Docentes con Enfoque en Gestión de Ambientes Virtuales de Aprendizaje
- Tecnología Aplicada para la Gestión de la Información
- Ventas
- Gestión de Centros de Información

#### Seminarios
- Comunicación efectiva
- Habilidades Digitales para la Labor Docente
- Desarrollo Personal

#### Cursos (de acceso libre)
- Tecnologías de Información para los Negocios
- Gestión Estratégica Organizacional
- Ortografía y Gramática
- Derecho Laboral
- Atracción, Selección e Incorporación del Talento
- Comportamiento del consumidor
- Principios de Calidad
- Programación Básica
- Derechos de la Infancia y la Adolescencia
- Prevención de Adicciones o Medicación de Conflictos
- Comunicación Efectiva
- Comunicación y Redes
- Creatividad e Innovación
- Publicidad en Redes Sociales
- Desarrollo Sustentable
- Técnicas de Servicio al Cliente
- Evaluación del Desempeño
- Planeación y Evaluación de Puestos

#### Idiomas
El Centro de Idiomas de la Universidad Virtual del Estado de Guanajuato ofrece cursos de idiomas de acceso libre y gratuito para aprender y practicar cada idioma, y a partir de este 2022, se ofrecerán al menos 3 calendarios de certificaciones TOEFL ITP.
- Inglés (12 módulos hasta junio de 2022)
- Japonés (7 módulos hasta junio de 2022)
- Francés (7 módulos hasta junio de 2022))
- Alemán(4 módulos hasta junio de 2022))
- Inglés Técnico para el Sector Industrial (4 módulos, nivel pre-intermedio, con costo accesible)
- Inglés Técnico para el Sector de Negocios (4 módulos, nivel pre-intermedio, con costo accesible)

#### Alumnos Destacados
- Manuel Alejandro Hernández López, Ganador de la Beca Talentos de Exportación para una estancia en el extranjero.[7]
- Jared Hortiales, Alumno Ganador del Premio Napolitan Victory Awards 2023 de la The Washington Academy of Political Arts & Sciences y becado en la Universidad Saint Leo de Florida.[8][9][10]